# 伊列利亞赫河
伊列利亞赫河（羅馬化：Irelyakh）是俄羅斯的河流，屬於奧丘圭-博圖奧布亞河的左支流，由薩哈共和國負責管轄，河道全長112公里，流域面積約829平方公里，河水主要來自融雪和雨水。